# Yoon Do-young
Yoon Do-young (en coréen : 윤도영), né le 28 octobre 2006 à Yongin en Corée du Sud, est un footballeur sud-coréen évoluant au poste d'ailier droit à l'Excelsior Rotterdam, en prêt du Brighton & Hove Albion.

## Biographie

### En club
Né à Yongin en Corée du Sud, Yoon Do-young est formé au Daejeon Citizen FC. Il joue son premier match en professionnel le 25 mai 2024, lors d'une rencontre de K League 1, face au Ulsan HD. Il est titularisé, et son équipe est battue par quatre buts à un. Cette apparition, à 17 ans 6 mois et 27 jours fait de lui le plus jeune joueur à faire ses débuts en professionnel dans l'histoire du club.
Yoon inscrit son premier but en professionnel le 1er septembre 2024 face au Gwangju FC, en championnat. Titularisé, il ouvre le score au bout de 50 secondes de jeu, et contribue à la victoire de son équipe par deux buts à zéro,.
Le 21 mars 2024, Yoon Do-young s'engage en faveur de Brighton & Hove Albion. Le transfert est effectif à partir du 1er juillet 2025 et il signe un contrat de cinq ans et demi, soit jusqu'en juin 2030,.

### En sélection
Yang Min-hyuk est convoqué avec l'équipe de Corée du Sud des moins de 17 ans pour participer au Championnat d'Asie des moins de 17 ans en 2023. Son équipe arrive en finale où elle est battue par le Japon.

## Palmarès

### En sélection
Corée du Sud -17 ans
- Championnat d'Asie
  - Finaliste en 2023